# سی و هشتمین جوایز تونی
سی و هشتمین جوایز تونی در ۳ ژوئن ۱۹۸۷ در تئاتر گرشوین برگزار شد و از تلویزیون سی‌بی‌اس پخش شد. مجری‌های این مراسم، جولی اندروز و رابرت پرستون بودند.

## برنده‌ها و نامزدها
برنده‌ها به‌صورت پررنگ درج شده‌اند
| بهترین نمایشنامه | بهترین موزیکال |
| --- | --- |
| - چیز واقعی – تام استاپارد - گلن‌گری گلن راس – دیوید ممت - بی‌صدا – مایکل فرین - حافظه نمایش – جوآنا گلس | - قفس دیوانه‌ها - بچه - یکشنبه در پارک با ژرژ - بچه رقاص |
| بهترین بازیابی | بهترین کتاب موزیکال |
| - مرگ فروشنده - بوفالوی آمریکایی - خانه دل‌شکن - ماهی برای بدزادگان | - هاروی فایراستین – قفس دیوانه‌ها - سیبل پیرسون – بچه - جیمز لاپاین – یکشنبه در پارک با ژرژ - چارلز بلک‌ول – بچه رقاص                                                             |
| بهترین بازیگر نقش اول مرد در یک نمایشنامه | بهترین بازیگر نقش اول زن در یک نمایشنامه |
| - جرمی آیرونز – چیز واقعی (نمایشنامه) در نقش هِنری - کالوین لولز – ورود آزاد در نقش کالوین جفرسون - رکس هریسون – خانه دل‌شکن در نقش کاپیتان شات‌اوور - ایان مک‌کلن – ایان مک‌کلن در حال ایفای نقش شکسپیر در نقش بازیگر              | - گلن کلوز – چیز واقعی در نقش آنی - رزماری هریس – خانه دل‌شکن در نقش هسیون هوشابیه - لیندا هانت – پایان دنیا در نقش آدری وود - کیت نلیگان – ماهی برای بدزادگان در نقش جوزی هوگان |
| بهترین بازیگر نقش اول مرد در یک موزیکال | بهترین بازیگر نقش اول زن در یک موزیکال |
| - جرج هرن – قفس دیوانگان در نقش آلبین - ژن بری – قفس دیوانگان در نقش جورجس - ران مودی – اولیور! در نقش فاگین - مندی پتینکین – یکشنبه در پارک با ژرژ در نقش ژرژ سورا                                                            | - چیتا ریورا – رینک در نقش آنا - رتا هیوز – گوشهٔ آمین در نقش خواهد مارگارت الکساندر - لایزا مینلی – رینک در نقش آنجل - برنادت پیترز – یکشنبه در پارک با ژرژ در نقش دات/ماری     |
| بهترین بازیگر مرد در یک نمایش | بهترین بازیگر زن در یک نمایش |
| - جو مانتگنا – گلن‌گری گلن راس در نقش ریچارد روما - فیلیپ بوسکو – خانه قلب‌شکن در نقش رئیس مانگان - رابرت پروسکی – گلن‌گری گلن راس در نقش شلی لوین - داگلاس سیل – بی‌صدا در نقش سلزدون موبری                                       | - کریستین برنسکی – چیز واقعی در نقش شارلوت - یو هندرسون – حافظه نمایش در نقش روث مک‌میلان - دینا آیوی – خانه قلب‌شکن در نقش بانو آتروود - دبورا راش – بی‌صدا در نقش بروک اشتون     |
| بهترین بازیگر مرد در یک موزیکال | بهترین بازیگر زن در یک موزیکال |
| - هینتون بتل – بچه رقاص در نقش دیپسی - استیون جفریس – کمد انسانی در نقش هومر - تاد گرف – بچه در نقش دنی - ساموئل رایت – بچه رقاص در نقش ویلیام                                                                                 | - لیلا کدرووا – زوربا در نقش مادام هورتنز - مارتین آلارد – بچه رقاص در نقش اما - لیز کالاوی – بچه در نقش لیزی فیلدز - دینا آیوی – یکشنبه در پارک با ژرژ در نقش یوون/نائومی آیزن |
| بهترین موسیقی متن (موسیقی و/یا ترانه) نوشته‌شده برای تئاتر | بهترین رقص‌آرایی |
| - قفس دیوانه‌ها – جری هرمان (موسیقی و متن ترانه) - بچه – دیوید شایر (موسیقی) و ریچارد مالتبی جونیور (متن ترانه) - رینک – جان کندر (موسیقی) و فرد اب (متن ترانه) - یکشنبه در پارک بار ژرژ – استیون سوندهایم (موسیقی و متن ترانه) | - دنی دنیلز – بچه رقاص - وین سیلنتو – بچه - گراسیلا دانیل – رینک - اسکات سالمون – قفس دیوانه‌ها                                                                                  |
| بهترین کارگردانی نمایش | بهترین کارگردانی موزیکال |
| - مایک نیکولز – چیز واقعی - مایکل بلک‌مور – بی‌صدا - دیوید لوو – ماهی برای بدزادگان - گرگوری موشر – گلن‌گری گلن راس | - آرتور لاورنتز – قفس دیوانه‌ها - جیمز لاپاین – یکشنبه در پارک با ژرژ - ریچارد مالتبی جونیور – بچه - ویوین ماتالون – بچه رقاص                                                    |
| بهترین طراحی صحنه | بهترین طراحی لباس |
| - تونی استریجس – یکشنبه در پارک با ژرژ - کلارک دونهام – پایان دنیا - پیتر لارکین – رینک - تونی والتون – چیز واقعی | - تئونی وی. آلدریج – قفس دیوانه‌ها - جین گرین‌وود – خانه قلب‌شکن - آنتیا سیلبرت – چیز واقعی - پاتریشیا زیپروت و آن هول-وارد – یکشنبه در پارک با ژرژ                                |
| بهترین طراحی نور | |
| - ریچارد نلسون – یکشنبه در پارک با ژرژ - کن بیلینگتون – پایان دنیا - ژولز فیشر – قفس دیوانه‌ها - مارک بی. وایس – ماهی برای بدزادگان                                                                                             | |